# Budapester Straße (Hamburg)

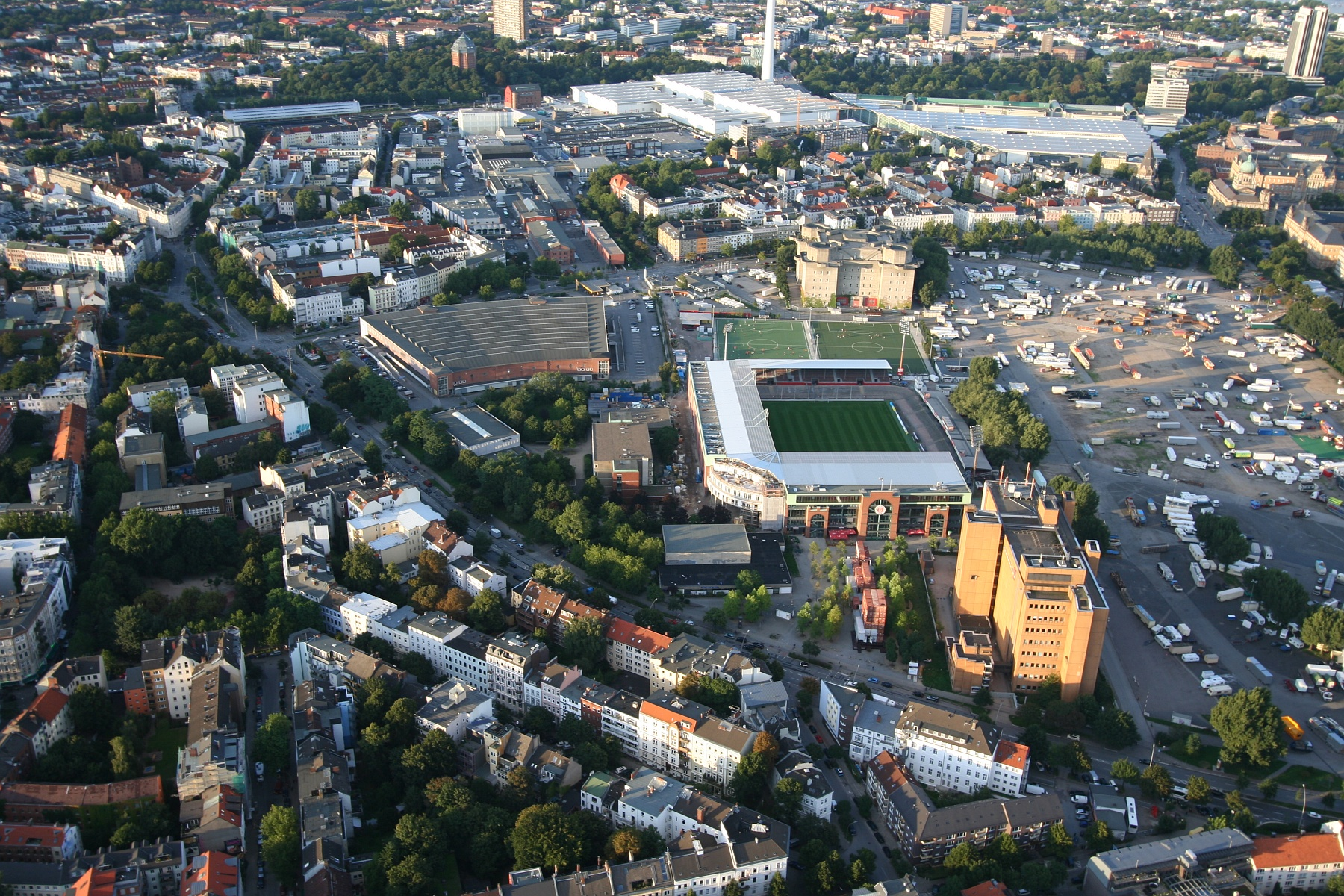
Die Budapester Straße in St. Pauli (auf dem Bild von rechts unten nach links oben verlaufend)

Die Budapester Straße ist eine Hauptverkehrsstraße im Hamburger Stadtteil St. Pauli. Sie ist Teil der Bundesstraße 4.
Sie verläuft vom östlichen Ende der Reeperbahn am Millerntor bzw. dem Millerntorplatz bis zum Neuen Pferdemarkt und findet dahinter eine Fortsetzung in der Verzweigung von Schulterblatt und Schanzenstraße.
Auf der westlichen Seite der Straße befindet sich überwiegend Wohnbebauung, entlang der östlichen Seite erstreckt sich das Heiligengeistfeld, wobei am Rande davor große Einzelbauten verschiedener Institutionen (u. a. Telekom, das Millerntor-Stadion und die Schwimmhalle St. Pauli der Bäderland Hamburg) errichtet sind.
Ursprünglich war sie eine Landstraße vom Millerntor nach Eimsbüttel und als „Eimsbütteler Straße“ bezeichnet. Sie hatte etwa einen Kilometer nördlich in der bis 1938 selbständigen Stadt Altona/Elbe in annähernd gleicher Ausrichtung einen Namensvetter, der von der Straße Schulterblatt abzweigte.
1946 wurde die „hamburgische“ Eimsbütteler Straße in „Ernst-Thälmann-Straße“ (nach Ernst Thälmann, bis 1933 Vorsitzender der Kommunistischen Partei Deutschlands) umbenannt. Unter dem Eindruck des ungarischen Volksaufstandes gegen die sowjetischen Unterdrücker bekam sie am 16. Januar 1956 ihren heutigen Namen.
2014 befuhren im Schnitt 30.000 Fahrzeuge pro Werktag die Budapester Straße.